# Wolfgang Kliege

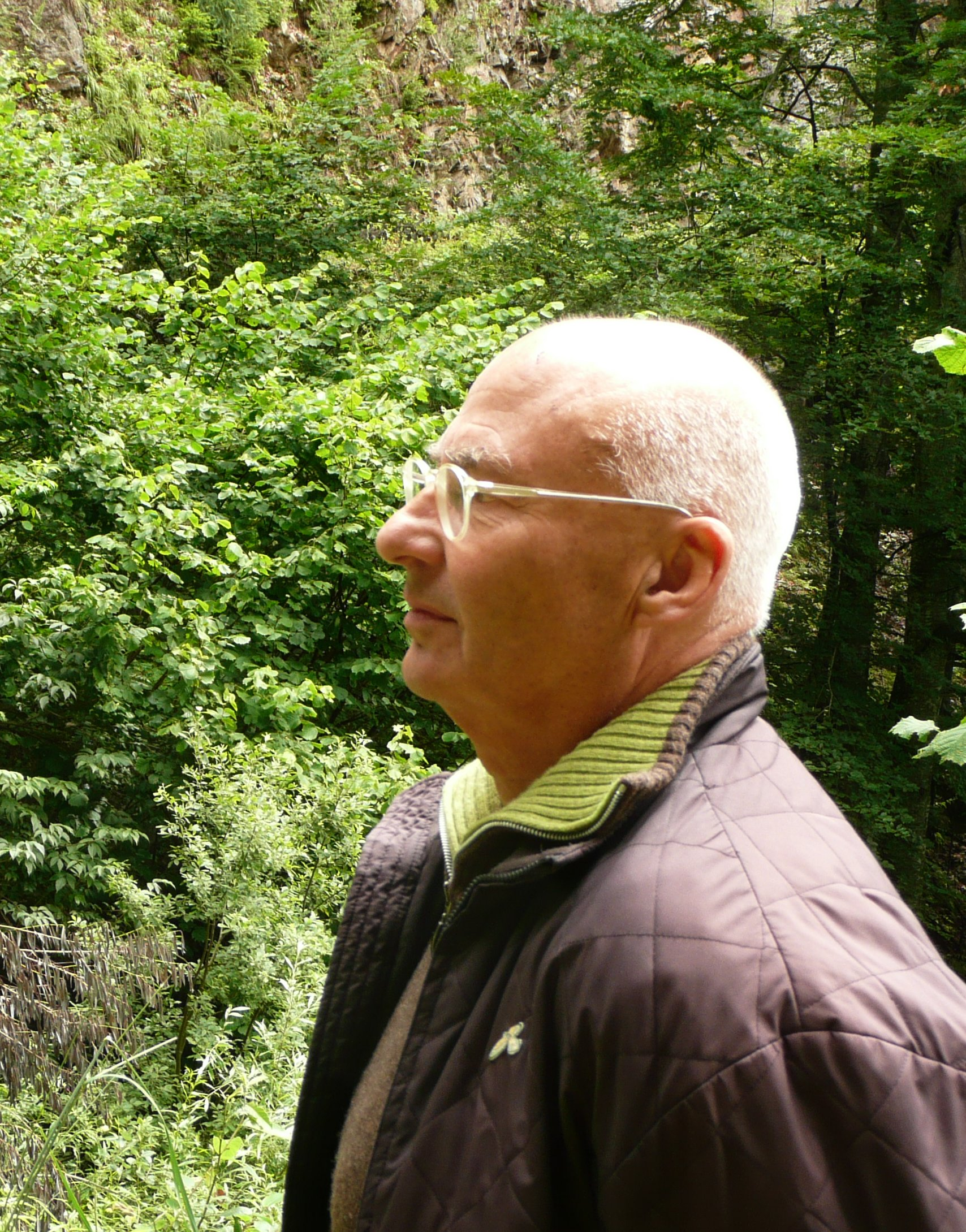
Wolfgang Kliege (2007)

Wolfgang Kliege (* 13. März 1939 in Altena) ist ein deutscher Bildhauer, Filmschaffender und Buchautor. Er lebt und arbeitet in Jüchen-Wallrath bei Düsseldorf.

## Leben
Seine Kindheit und Jugend verbrachte Wolfgang Kliege in der Drahtzieherstadt Altena im Sauerland. Von 1956 bis 1961 absolvierte er ein Studium an der Werkkunstschule in Düsseldorf, das er mit einem Diplom für Grafikdesign abschloss. Beginn der bildhauerischen Arbeit 1961 und erste Ausstellungen ab 1964. 1972 erhielt er den Förderpreis für bildende Kunst der Landeshauptstadt Düsseldorf. 1975 veröffentlichte er als Auflagenobjekt die „Düsseldorfer Künstler Kartei“, die Grundlage für die Ausstellung „Nachbarschaft“ in der Kunsthalle Düsseldorf wird. 1976 entstand der erste Super 8-Film, der im Januar 1977 uraufgeführt wurde. Bis 2005 folgten vier weitere Dokumentarfilme. Von 1979 bis 1980 war Kliege Gastdozent an der Kunstakademie Münster, im Jahr 1981 fand eine erste Überblicksausstellung seiner Werke im Kunstverein für die Rheinlande und Westfalen in der Düsseldorfer Kunsthalle statt.

## Werk und Rezeption
Wesentliches Merkmal der frühen Arbeiten aus den 1960er und 1970er Jahren ist die Verwendung von Stoffen zur Herstellung skulpturaler und bildhafter Objekte sowie begehbarer Räume. Aus den 1965 entworfenen „Weißen Kästen“ mit der bewegten Form im fest gefügten Rahmen entwickelt Kliege die Idee der „Polsterobjekte“, in denen Weichheit und Stabilität spielerisch miteinander verbunden sind. Durch „Aufliegeobjekte“ werden scharfe Kanten gerundet. Aus fließendem Gewebe werden „Schwebende Räume“, maßgenau rekonstruierte Durchgänge und Zimmer, die Wände nicht starr wie die aus festen Mauern, sondern leicht beweglich, fragil und lichtdurchlässig.
In den vom Minimalismus geprägten „Zeichen in grauen Bildern“, die zwischen 1974 und 1977 entstehen, in einer Zeit, in der viele Künstler edles Material und schöne Farben für einen Betrug an der Wirklichkeit halten,  entdeckt Kliege den Reiz einfacher Materialien, die schon eine eigene Geschichte haben. Aus alten grauen Transportdecken fertigt er diese Serie meditativer, von mehr oder weniger dramatischen Schnitten durchbrochener Tafeln.
Farbige und gemusterte Webdecken sind dagegen charakteristisch für die „Sozialen Landschaften“, die in ihrer farblichen Austerität und geometrischen Strenge gesellschaftliche Strukturen nachzeichnen. Entweder kommentiert Kliege in ihnen die architektonische Monotonie unserer Städte oder die Enge kleinbürgerlichen Denkens, gelegentlich widerlegen diese weichen, nachgiebigen Gebilde auf ironische Weise die Rigidität der klassischen geometrisch-abstrakten Kunst.
Ab Mitte der 1970er Jahre widmet sich Kliege dem experimentellen Dokumentarfilm. Nacheinander dreht er fünf Filme, drei davon über das Leben von Vögeln: „kestrel“, „mûsâro“  und „L-Schneisen“ sowie die beiden filmischen Parabeln „Keihan“ und „Palermitanische Reise“. Parallel dazu entstehen im Laufe der 1980er Jahre die „Häuser der Tiere“, architektonische Versuchsstationen als Brutstätten und Behausungen für Vögel und Wildtiere. Es sind Alternativen zur Kunst im öffentlichen Raum, bei denen Nützlichkeit und Ästhetik eine Verbindung eingehen. Später werden daraus fiktive Landschaften aus Holz und Stahl, die „Schürfstellen“, deren Poesie die in ihnen enthaltene Kritik am industriellen Raubbau leicht vergessen macht.
In den meisten Werken der nächsten Jahrzehnte weicht der minimalistische Ansatz einem spielerischen, assoziationsreichen Umgang mit Alltagsgegenständen. Die Arbeit in Serien wird dabei zunehmend aufgegeben zugunsten von Einzelstücken, die aus mehreren Teilen zusammengesetzt sind. In visionären Architektur- und Landschaftsmodellen übt Kliege konstruktive Kritik an der Konsumkultur, der Umweltzerstörung und an den religiösen und ideologischen Konflikten der Gegenwart.

## Einzelausstellungen
- 1968     MUMMS, Solingen; Ruhr-Universität, Bochum
- 1970     Galerie Jesse, Bielefeld; Rathausufer 19, Düsseldorf
- 1972     Galerie Margaretha de Boevé, Assenede,
- 1976     galerie december, Düsseldorf; VECU,  Antwerpen
- 1981     Kunstverein für die Rheinlande und Westfalen, Düsseldorf
- 1996     Städtische Galerie Peschkenhaus, Moers
- 1998     Versandhalle, Grevenbroich
- 1999     Städtische Galerie, Kaarst
- 2000     Co10 Galerie, Düsseldorf
- 2008     Alte Post, Neuss
- 2009     Krings-Ernst Galerie, Köln; Galerie Konrad Mönter, Meerbusch-Osterath
- 2011     Krings-Ernst Galerie, Köln; Künstlerverein Malkasten, Düsseldorf
- 2013     Krings-Ernst Galerie, Köln
- 2019     Krings-Ernst Galerie, Köln

## Publikationen
- Baggersee Broicher Seite, Selbstverlag, Kaarst, 1982
- Raumzerrer, Salon-Verlag, Köln (Einführung: Jürgen Raap), 2001
- Schürfstelle, Kerber Verlag, Bielefeld und Leipzig, 2009
- Ich bleibe hier, Edition Virgines, Düsseldorf, 2014
- Asymmetrisches Tagebuch, Edition Virgines, Düsseldorf 2015
- Katalog, Edition Virgines, Düsseldorf 2016
- Auf Anfang, Edition Virgines, Düsseldorf 2019
- Der Krebs sagt: „Ich haue ab“, Edition Virgines, Düsseldorf 2021
- „Wo soll ich gehen?“, Edition Virgines, Düsseldorf 2023

## Filmografie
- kestrel, 1975, Super-8-Film, 73 min
- mûsâro, 1978/79, Super-8-Film, 77 min
- L-Schneisen, 1980, Super-8-Film, 60 min
- Keihan, 1981, Super-8-Film, 60 min
- Palermitanische Reise, 2004, Super-8-Film, Doppelprojektion, 63 min